# Nesbanebdžed
Nesbanebdžed (řecky Σμενδης – Smendés) byl první panovník 21. dynastie ve starověkém Egyptě na počátku Třetí přechodné doby. Jeho původ je neznámý. Původně byl vysokým vojenským hodnostářem Ramesse XI. Panovníkem se stal po králově smrti pravděpodobně s jeho souhlasem; převzetí moci legitimizoval sňatkem s Ramesseho dcerou Tentamonou. Skutečně ovládal pouze Dolní Egypt a oblast v okolí Mennoferu, na jihu vládli vesetští velekněží boha Amona, s nimiž byl pravděpodobně spřízněn. Sídelním městem se v jeho době stal Džanet. Vládl přibližně v letech 1069–1043 př. n. l.